# Rallye Großbritannien 1980
Die 36. Rallye Großbritannien war der 11. Lauf zur Rallye-Weltmeisterschaft 1980. Sie fand vom 16. bis zum 19. November in der Region von Bath statt. Von den 70 geplanten Wertungsprüfungen wurden drei (10, 18 und 19) abgesagt.

## Klassifikationen

### Endergebnis
| Rang | Fahrer          | Co-Pilot       | Auto                       | Zeit (Std./Min./Sek.) | Rückstand Sieger (Min./Sek.) Rückstand V (Min./Sek.) |
| ---- | --------------- | -------------- | -------------------------- | --------------------- | ---------------------------------------------------- |
| 1    | Henri Toivonen  | Paul White     | Talbot Sunbeam Lotus       | 8:17:33               | 00:00                                                |
| 2    | Hannu Mikkola   | Arne Hertz     | Ford Escort RS 1800        | 8:22:09               | 04:36                                                |
| 3    | Guy Fréquelin   | Jean Todt      | Talbot Sunbeam Lotus       | 8:31:24               | 13:51 09:15                                          |
| 4    | Russell Brookes | Peter Bryant   | Talbot Sunbeam Lotus       | 8:32:16               | 14:43 00:52                                          |
| 5    | Anders Kulläng  | Bruno Berglund | Opel Ascona 400            | 8:33:47               | 16:14 01:31                                          |
| 6    | Timo Mäkinen    | Martin Holmes  | Ford Escort RS 1800        | 8:43:41               | 26:08 09:54                                          |
| 7    | Tony Pond       | Fred Gallagher | Triumph TR7                | 8:46:43               | 29:10 03:02                                          |
| 8    | Andy Dawson     | Kevin Gormley  | Datsun Violet 160J         | 8:48:08               | 30:35 01:25                                          |
| 9    | Bror Danielsson | David Booth    | Ford Escort RS 1800        | 8:55:58               | 38:25 07:50                                          |
| 10   | George Hill     | Ron Varley     | Vauxhall Chevette 2300 HSR | 8:58:40               | 41:07 02:42                                          |

Insgesamt wurden 47 von 142 gemeldeten Fahrzeuge klassiert:

### Wertungsprüfungen
| Datum            | WP | Name            | Auto     | Länge                                        | Gewinner                                                      | Zeit     | Leader          |
| ---------------- | -- | --------------- | -------- | -------------------------------------------- | ------------------------------------------------------------- | -------- | --------------- |
| 16./17. November | 1  | Longleat        | 8,21 km  | Tim Brise                                    | Ford Escort RS 1800                                           | 07:12    | Tim Brise       |
| 16./17. November | 2  | Blenheim        | 6,28 km  | Anders Kulläng                               | Opel Ascona 400                                               | 03:29    | Tim Brise       |
| 16./17. November | 3  | Silverstone     | 4,18 km  | Tony Pond                                    | Triumph TR7                                                   | 02:03    | Tim Brise       |
| 16./17. November | 4  | Donington       | 7,56 km  | Anders Kulläng Tony Pond                     | Opel Ascona 400 Triumph TR7                                   | 02:55    | Tim Brise       |
| 16./17. November | 5  | Blidworth       | 3,54 km  | Ari Vatanen                                  | Ford Escort RS 1800                                           | 02:13    | Anders Kulläng  |
| 16./17. November | 6  | Clipstone South | 8,85 km  | Anders Kulläng                               | Opel Ascona 400                                               | 05:53    | Anders Kulläng  |
| 16./17. November | 7  | Clipstone North | 5,15 km  | Ari Vatanen                                  | Ford Escort RS 1800                                           | 03:20    | Anders Kulläng  |
| 16./17. November | 8  | Bramham         | 5,63 km  | Anders Kulläng Stig Blomqvist                | Opel Ascona 400 Saab 99 Turob                                 | 03:17    | Anders Kulläng  |
| 16./17. November | 9  | Boltby          | 6,28 km  | Anders Kulläng                               | Opel Ascona 400                                               | 04:20    | Anders Kulläng  |
| 16./17. November | 10 | Kilburn         | 3,06 km  | abgesagt                                     | abgesagt                                                      | abgesagt | Anders Kulläng  |
| 16./17. November | 11 | Wass            | 3,38 km  | Anders Kulläng                               | Opel Ascona 400                                               | 02:29    | Anders Kulläng  |
| 16./17. November | 12 | Cropton         | 14,16 km | Anders Kulläng                               | Opel Ascona 400                                               | 08:26    | Anders Kulläng  |
| 16./17. November | 13 | Calderdale      | 12,39 km | Anders Kulläng                               | Opel Ascona 400                                               | 08:28    | Anders Kulläng  |
| 16./17. November | 14 | Dalby           | 41,84 km | Hannu Mikkola                                | Ford Escort RS 1800                                           | 26:46    | Anders Kulläng  |
| 16./17. November | 15 | Langdale        | 13,84 km | Ari Vatanen                                  | Ford Escort RS 1800                                           | 07:38    | Anders Kulläng  |
| 16./17. November | 16 | Wykeham         | 3,06 km  | Henri Toivonen                               | Talbot Sunbeam Lotus                                          | 02:36    | Anders Kulläng  |
| 16./17. November | 17 | Harwood Dale    | 4,83 km  | Björn Waldegård Ari Vatanen                  | Toyota Celica 2000 GT Ford Escort RS 1800                     | 03:06    | Anders Kulläng  |
| 16./17. November | 18 | Guisborough     | 7,24 km  | abgesagt                                     | abgesagt                                                      | abgesagt | Anders Kulläng  |
| 16./17. November | 19 | Ingleby         | 4,02 km  | abgesagt                                     | abgesagt                                                      | abgesagt | Anders Kulläng  |
| 16./17. November | 20 | Hamsterley      | 27,36 km | Henri Toivonen                               | Talbot Sunbeam Lotus                                          | 18:13    | Anders Kulläng  |
| 16./17. November | 21 | Stang           | 4,99 km  | Tony Pond Henri Toivonen                     | Triumph TR7 Talbot Sunbeam Lotus                              | 03:54    | Anders Kulläng  |
| 16./17. November | 22 | Greystoke       | 5,31 km  | Björn Waldegård                              | Toyota Celica 2000 GT                                         | 03:50    | Anders Kulläng  |
| 16./17. November | 23 | Comb            | 9,01 km  | Anders Kulläng                               | Opel Ascona 400                                               | 07:03    | Anders Kulläng  |
| 16./17. November | 24 | Wythop          | 4,83 km  | Anders Kulläng                               | Opel Ascona 400                                               | 03:22    | Anders Kulläng  |
| 16./17. November | 25 | Carlisle        | 3,54 km  | Tony Pond Henri Toivonen                     | Triumph TR7 Talbot Sunbeam Lotus                              | 02:19    | Anders Kulläng  |
| 16./17. November | 26 | Kershope South  | 6,28 km  | Anders Kulläng Per Eklund                    | Opel Ascona 400 Triumph TR7                                   | 04:24    | Anders Kulläng  |
| 16./17. November | 27 | Kershope North  | 11,10 km | Hannu Mikkola Anders Kulläng                 | Ford Escort RS 1800 Opel Ascona 400                           | 07:33    | Anders Kulläng  |
| 16./17. November | 28 | Castle O'er     | 6,76 km  | Henri Toivonen                               | Talbot Sunbeam Lotus                                          | 05:23    | Anders Kulläng  |
| 16./17. November | 29 | Twiglees        | 10,46 km | Björn Waldegård Timo Salonen Russell Brookes | Toyota Celica 2000 GT Datsun Violet 160J Talbot Sunbeam Lotus | 07:29    | Anders Kulläng  |
| 16./17. November | 30 | Craik           | 13,36 km | Hannu Mikkola                                | Ford Escort RS 1800                                           | 08:25    | Anders Kulläng  |
| 16./17. November | 31 | Redesdale 1     | 7,08 km  | Henri Toivonen                               | Talbot Sunbeam Lotus                                          | 06:02    | Anders Kulläng  |
| 16./17. November | 32 | Redesdale 2     | 11,43 km | Henri Toivonen                               | Talbot Sunbeam Lotus                                          | 07:09    | Anders Kulläng  |
| 16./17. November | 33 | Kielder Water   | 31,53 km | Anders Kulläng                               | Opel Ascona 400                                               | 21:43    | Anders Kulläng  |
| 16./17. November | 34 | Bewshaugh       | 35,24 km | Björn Waldegård                              | Toyota Celica 2000 GT                                         | 25:21    | Anders Kulläng  |
| 16./17. November | 35 | Chirdonhead     | 14,00 km | Henri Toivonen                               | Talbot Sunbeam Lotus                                          | 08:45    | Anders Kulläng  |
| 16./17. November | 36 | Wark 1          | 15,45 km | Hannu Mikkola                                | Ford Escort RS 1800                                           | 09:58    | Anders Kulläng  |
| 16./17. November | 37 | Wark 2          | 9,66 km  | Henri Toivonen                               | Talbot Sunbeam Lotus                                          | 06:09    | Anders Kulläng  |
| 18./19. November | 38 | Grizedale South | 9,82 km  | Henri Toivonen                               | Talbot Sunbeam Lotus                                          | 07:54    | Anders Kulläng  |
| 18./19. November | 39 | Grizedale North | 26,23 km | Hannu Mikkola                                | Ford Escort RS 1800                                           | 20:55    | Björn Waldegård |
| 18./19. November | 40 | Dunnerdale      | 3,70 km  | Anders Kulläng                               | Opel Ascona 400                                               | 02:54    | Henri Toivonen  |
| 18./19. November | 41 | Holker          | 2,74 km  | Anders Kulläng                               | Opel Ascona 400                                               | 01:37    | Henri Toivonen  |
| 18./19. November | 42 | Oulton Park     | 3,06 km  | Tony Pond                                    | Triumph TR7                                                   | 01:31    | Henri Toivonen  |
| 18./19. November | 43 | Clocaenog 1     | 7,56 km  | Anders Kulläng                               | Opel Ascona 400                                               | 05:24    | Henri Toivonen  |
| 18./19. November | 44 | Clocaenog 2     | 19,31 km | Anders Kulläng                               | Opel Ascona 400                                               | 14:03    | Henri Toivonen  |
| 18./19. November | 45 | Clocaenog 3     | 5,31 km  | Henri Toivonen                               | Talbot Sunbeam Lotus                                          | 04:10    | Henri Toivonen  |
| 18./19. November | 46 | Penmachno North | 10,14 km | Hannu Mikkola                                | Ford Escort RS 1800                                           | 07:17    | Henri Toivonen  |
| 18./19. November | 47 | Trawsfynydd     | 9,33 km  | Henri Toivonen                               | Talbot Sunbeam Lotus                                          | 6:48     | Henri Toivonen  |
| 18./19. November | 48 | Maesgwm         | 9,50 km  | Anders Kulläng                               | Opel Ascona 400                                               | 07:27    | Henri Toivonen  |
| 18./19. November | 49 | Mawddach        | 3,36 km  | Anders Kulläng                               | Opel Ascona 400                                               | 02:48    | Henri Toivonen  |
| 18./19. November | 50 | Hafod Owen      | 4,02 km  | Anders Kulläng                               | Opel Ascona 400                                               | 03:19    | Henri Toivonen  |
| 18./19. November | 51 | Blaen-y-Glyn    | 7,40 km  | Henri Toivonen                               | Talbot Sunbeam Lotus                                          | 05:07    | Henri Toivonen  |
| 18./19. November | 52 | Gartheiniog     | 12,55 km | Hannu Mikkola                                | Ford Escort RS 1800                                           | 08:02    | Henri Toivonen  |
| 18./19. November | 53 | Dyfi            | 19,96 km | Hannu Mikkola                                | Ford Escort RS 1800                                           | 14:09    | Henri Toivonen  |
| 18./19. November | 54 | Pantperthog     | 14,97 km | Henri Toivonen                               | Talbot Sunbeam Lotus                                          | 11:20    | Henri Toivonen  |
| 18./19. November | 55 | Hafren          | 13,84 km | Henri Toivonen                               | Talbot Sunbeam Lotus                                          | 09:21    | Henri Toivonen  |
| 18./19. November | 56 | Taliesin        | 8,85 km  | Henri Toivonen                               | Talbot Sunbeam Lotus                                          | 07:11    | Henri Toivonen  |
| 18./19. November | 57 | Rheidol         | 3,54 km  | Henri Toivonen                               | Talbot Sunbeam Lotus                                          | 02:26    | Henri Toivonen  |
| 18./19. November | 58 | Llanafan        | 8,05 km  | Henri Toivonen                               | Talbot Sunbeam Lotus                                          | 06:25    | Henri Toivonen  |
| 18./19. November | 59 | Nant-yr-Hwch    | 13,36 km | Henri Toivonen                               | Talbot Sunbeam Lotus                                          | 10:50    | Henri Toivonen  |
| 18./19. November | 60 | Esgair Dafydd   | 17,06 km | Guy Fréquelin                                | Talbot Sunbeam Lotus                                          | 14:36    | Henri Toivonen  |
| 18./19. November | 61 | Clynsaer        | 6,76 km  | Russell Brookes                              | Talbot Sunbeam Lotus                                          | 05:35    | Henri Toivonen  |
| 18./19. November | 62 | Crychan         | 14,32 km | Hannu Mikkola                                | Ford Escort RS 1800                                           | 11:11    | Henri Toivonen  |
| 18./19. November | 63 | Halfway         | 3,86 km  | Russell Brookes                              | Talbot Sunbeam Lotus                                          | 03:09    | Henri Toivonen  |
| 18./19. November | 64 | Usk             | 3,06 km  | Anders Kulläng                               | Opel Ascona 400                                               | 02:17    | Henri Toivonen  |
| 18./19. November | 65 | Glasfynydd      | 6,44 km  | Anders Kulläng                               | Opel Ascona 400                                               | 05:08    | Henri Toivonen  |
| 18./19. November | 66 | Brycheiniog     | 12,87 km | Guy Fréquelin                                | Talbot Sunbeam Lotus                                          | 08:54    | Henri Toivonen  |
| 18./19. November | 67 | Sallowvallets   | 5,31 km  | Anders Kulläng                               | Opel Ascona 400                                               | 04:11    | Henri Toivonen  |
| 18./19. November | 68 | Serridge        | 11,91 km | Graham Elsmore                               | Vauxhall Chevette 2300 HS                                     | 07:16    | Henri Toivonen  |
| 18./19. November | 69 | Russells        | 5,31 km  | Anders Kulläng                               | Opel Ascona 400                                               | 04:02    | Henri Toivonen  |
| 18./19. November | 70 | Speech House    | 16,74 km | Graham Elsmore                               | Vauxhall Chevette 2300 HS                                     | 11:30    | Henri Toivonen  |

### Gewinner Wertungsprüfungen
| Fahrer          | Anzahl |
| --------------- | ------ |
| Anders Kulläng  | 24     |
| Henri Toivonen  | 19     |
| Hannu Mikkola   | 9      |
| Tony Pond       | 5      |
| Björn Waldegård | 4      |
| Russell Brookes | 3      |
| Ari Vatanen     | 3      |
| Guy Fréquelin   | 2      |
| Graham Elsmore  | 2      |
| Stig Blomqvist  | 1      |
| Tim Brise       | 1      |
| Per Eklund      | 1      |
| Timo Salonen    | 1      |

### Fahrer-Weltmeisterschaft
| Pos. | Fahrer         | Punkte |
| ---- | -------------- | ------ |
| 1    | Walter Röhrl   | 118    |
| 2    | Hannu Mikkola  | 64     |
| 3    | Ari Vatanen    | 50     |
| 4    | Anders Kulläng | 48     |
| 5    | Markku Alén    | 47     |

### Herstellerwertung
| Pos. | Team          | Punkte |
| ---- | ------------- | ------ |
| 1    | Fiat          | 120    |
| 2    | Ford          | 90     |
| 3    | Datsun        | 88     |
| 4    | Opel          | 71     |
| 5    | Mercedes-Benz | 61     |